# 魯賓遜鎮區 (堪薩斯州布朗縣)
魯賓遜鎮區（英語：Robinson Township）為位在美國堪薩斯州布朗縣的鎮區。2010年美国人口普查中該鎮區人口有422人。

## 地理
魯賓遜鎮區涵蓋面積116.22平方（44.87平方英里），境內設有一座城市，即魯賓遜。

### 墓園
根據美國地質調查局的資料，此鎮區擁有2座墓園：
- 羅斯希爾墓園（Rose Hill Cemetery）
- Ununda墓園

### 溪流
通過此鎮區的溪流有：
- 巴特米爾克溪（Buttermilk Creek）
- 沃爾夫河中支流（Middle Fork Wolf River）
- 沃爾夫河南支流（South Fork Wolf River）

## 人口統計
根據2010年美國人口普查，魯賓遜鎮區人口有422人，人口密度為3.64人/平方公里。種族方面，94.55%為白人；0%為非裔美洲人；1.18%為美洲原住民；0%為亞洲人；0%為太平洋島民；0.24%為其他種族；另外有4.03%為混血種族。而西班牙裔美國人或拉丁美洲人佔該鎮區人口的0.95%。

## 外部連結
- US-Counties.com
- City-Data.com （页面存档备份，存于）